# Brandon Moore
Brandon Lamont Moore (Gary, 3 giugno 1980) è un giocatore di football americano statunitense che ha militato nel ruolo di offensive guard nella National Football League (NFL).

## Carriera

### New York Jets
Moore firmò con i New York Jets dopo non essere stato scelto nel Draft il 26 aprile 2002. Dopo avere fatto parte della squadra di allenamento e degli Scottish Claymores, oltre che dei Carolina Cobras della Arena Football League, scese in campo per la prima volta nel 2003, disputando tre partite, di cui una come titolare. Nel 2004 disputò 13 gare come titolare, aiutando il running back Curtis Martin a guidare la lega in yard corse. I Jets svincolarono Moore il 26 febbraio 2009 ma questi rifirmò il giorno successivo.
Dopo essere stato considerato uno delle migliori guardie della NFL per diversi anni, Moore fu finalmente convocato per il Pro Bowl dopo la stagione 2011.
Moore è maggiormente noto probabilmente per il suo ruolo nell'azione divenuta nota come "Butt Fumble" contro i New England Patriots nel Giorno del Ringraziamento del 2012. In quella giocata, il quarterback dei Jets Mark Sanchez sbatté contro le natiche di Moore commettendo un fumble che fu recuperato e ritornato in touchdown da Steve Gregory.

### Dallas Cowboys
Il 7 agosto 2013 Moore firmò un contratto di un anno con i Dallas Cowboys. Poco dopo tuttavia annunciò il ritiro citando come motivazione il desiderio di stare maggiormente con la propria famiglia.

## Palmarès
- Convocazioni al Pro Bowl: 1

2011